# کوکه‌شی

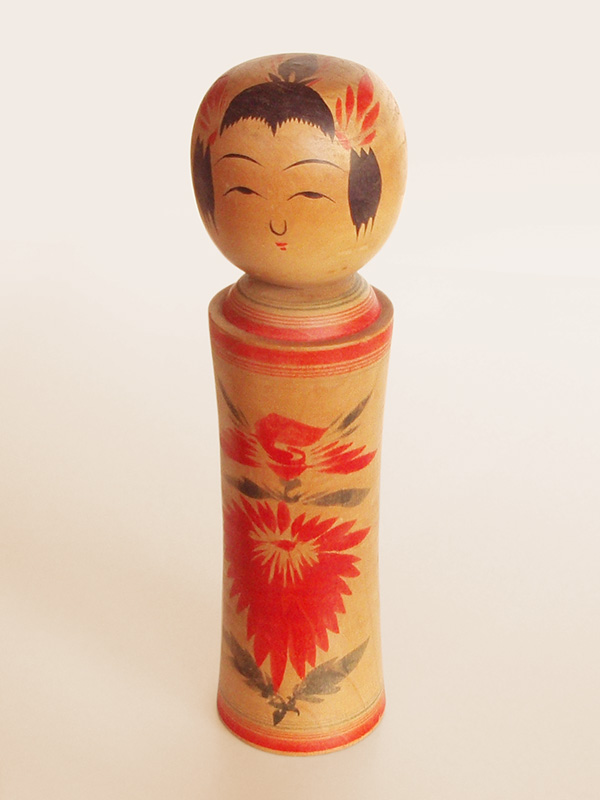
کوکه‌شی

کُوکِه‌شی (ژاپنی: こけし, 小芥子) عروسک‌های ساده چوبی و فاقد دست و پا هستند که بیش از ۱۵۰ سال به عنوان یک اسباب‌بازی برای کودکان ساخته شده‌اند. این عروسک‌های ژاپنی در اصل متعلق به منطقه شمال شرقی (منطقه توهوکو) ژاپن می‌باشند. آن‌ها به صورت دست‌ساز از چوب ساخته می‌شوند، و دارای تنه‌ای ساده و استوانه‌ای شکل هستند و سری با چند خط نازک نقاشی شده برای توصیف چهره دارند. بدنهٔ آن غالباً دارای طرح‌هایی به شکل گل و/یا حلقه است که با جوهرهای قرمز، سیاه، و برخی مواقع سبز، ارغوانی، آبی یا زرد رنگ‌آمیزی شده و با لایه‌ای از موم پوشانده می‌شود. یکی از مشخصه‌های بارز عروسک‌های کوکه‌شی عدم وجود دست‌ها و پاها است. از دهه ۱۹۵۰ (میلادی)، سازندگان کوکه‌شی آثار خود را معمولاً در پایین و گاهی پشت امضا کرده‌اند. این اسباب‌بازی‌های چوبی استوانه‌ای مورد توجه افراد در تمامی سنین قرار دارند و همچنین بسیار مورد درخواست بازدیدکنندگان خارجی هستند.

## تاریخچه و ریشه‌شناسی
منشأ و نامگذاری کُوکِه‌شی هنوز نامشخص است. نظریه قابل قبول این است که نام کوکه‌شی از چوب (به ژاپنی: 木، ki, ko) یا کوچک (به ژاپنی: 小، ko)، و کشی (به ژاپنی: 芥子, keshi) به معنای عروسک گرفته شده است.
کوکه‌شی در بسیاری از شهرهای دارای چشمه‌های آب‌گرم منطقه توهوکو در اواخر دوره ادو (از سال ۱۶۰۳ تا ۱۸۶۸ میلادی) تولید می‌شد، زمانی که صنعتگران کاسه و سینی‌های چوبی را بر روی ماشین‌های تراش افقی مشابه با چرخ سفالگری می‌ساختند، و سپس از باقی‌مانده چوب‌ها برای ساخت اسباب‌بازی‌های کودکان استفاده می‌کردند. آن‌ها در ابتدا بسیار کوچک بودند تا کودکان برای به‌دست گرفتن و درک آن‌ها دچار مشکل نشوند. اما با فروش کوکه‌شی به عنوان سوغاتی به گردشگرانی که از چشمه‌های آب‌گرم استفاده می‌کردند، رفته رفته محبوب شدند و شهرهای دیگر دارای چشمه‌های آب‌گرم شروع به تولید آن‌ها در اندازه‌ها و اشکال مختلف نمودند.

## انواع
نوع «سنتی» کوکه‌شی (伝統こけし dentō-kokeshi) شکل‌ها و الگوهای عروسک‌های این سبک مختص یک منطقه خاص هستند و در یازده نوع طبقه‌بندی می‌شوند. رایج‌ترین نوع، گونهٔ ناروکو است که در اصل در استان میاگی ساخته می‌شد، و در استان‌های آکیتا، ایواته و یاماگاتا نیز یافت می‌شود. خیابان اصلی روستای ناروکو اونسن به خیابان کوکه‌شی معروف است و مغازه‌هایی دارد که مستقیماً توسط کنده‌کاران کوکه‌شی اداره می‌شوند.
کوکه‌شی «مبتکرانه» (新型こけし shingata-kokeshi) به هنرمند از نظر شکل، طرح و رنگ آزادی کامل می‌دهد و پس از جنگ جهانی دوم (۱۹۴۵) توسعه یافتند. آن‌ها مختص منطقه خاصی از ژاپن نیستند و عموماً هنرمندان کوکه‌شی مبتکرانه در شهرها یافت می‌شوند.
چوب‌های مورد استفاده برای ساخت کوکه‌شی متفاوت هستند، از چوب گیلاس به دلیل تیرگی و از چوب زغال‌اخته به دلیل نرمی آن استفاده می‌شود. ایتایا-کائده، نوعی افرای ژاپنی نیز در ساخت عروسک‌های سنتی و مبتکرانه استفاده می‌شود. چوب قبل از استفاده، به مدت یک تا پنج سال در فضای باز برای خشک کردن چوب و فرآوری باقی می‌ماند.